# 內階六
大熊座17，又名BD+57 1211，HD 79354、SAO 27185、HR 3660，是大熊座的一颗恒星，视星等为5.27，位于銀經159.52，銀緯41.98，其B1900.0坐标为赤經9h 8m 25.4s，赤緯+57° 41.98′ 22″。